# Phyllobrotica viridipennis
Phyllobrotica viridipennis är en skalbaggsart som först beskrevs av J. L. Leconte 1859.  Phyllobrotica viridipennis ingår i släktet Phyllobrotica och familjen bladbaggar.

## Underarter
Arten delas in i följande underarter:
- P. v. viridipennis
- P. v. mokelensis